# Fed Cup de 2015
A Fed Cup de 2015 foi a 53ª edição do mais importante torneio entre países do tênis feminino.

## Grupo Mundial
Oito equipes disputaram o título em três rodadas eliminatórias.
|  |                                      |                                  |                                  |                                       |   |                                     |                             |                             |  |  |                           |                           |                           |
|  | Primeira fase 7 e 8 de fevereiro     | Primeira fase 7 e 8 de fevereiro | Primeira fase 7 e 8 de fevereiro |                                       |   | Semifinais 18 e 19 de abril         | Semifinais 18 e 19 de abril | Semifinais 18 e 19 de abril |  |  | Final 14 e 15 de novembro | Final 14 e 15 de novembro | Final 14 e 15 de novembro |
|  | Primeira fase 7 e 8 de fevereiro     | Primeira fase 7 e 8 de fevereiro | Primeira fase 7 e 8 de fevereiro |                                       |   | Semifinais 18 e 19 de abril         | Semifinais 18 e 19 de abril | Semifinais 18 e 19 de abril |  |  | Final 14 e 15 de novembro | Final 14 e 15 de novembro | Final 14 e 15 de novembro |
|  | Quebec, Canadá – duro (coberto)      |                                  |                                  |                                       |   |                                     |                             |                             |  |  |                           |                           |                           |
|  |                                      |                                  |                                  |                                       |   |                                     |                             |                             |  |  |                           |                           |                           |
|  | 1                                    | República Checa                  | 4                                |                                       |   |                                     |                             |                             |  |  |                           |                           |                           |
|  | 1                                    | República Checa                  | 4                                | Ostrava, Rep. Tcheca – duro (coberto) |   |                                     |                             |                             |  |  |                           |                           |                           |
|  |                                      | Canadá                           | 0                                |                                       |   |                                     |                             |                             |  |  |                           |                           |                           |
|  |                                      | Canadá                           | 0                                |                                       | 1 | República Checa                     | 3                           |                             |  |  |                           |                           |                           |
|  | Gênova, Itália – saibro (coberto)    |                                  |                                  |                                       | 1 | República Checa                     | 3                           |                             |  |  |                           |                           |                           |
|  |                                      |                                  |                                  | França                                | 1 |                                     |                             |                             |  |  |                           |                           |                           |
|  |                                      | França                           | 3                                | França                                | 1 |                                     |                             |                             |  |  |                           |                           |                           |
|  |                                      | França                           | 3                                |                                       |   | Praga, Rep. Tcheca – duro (coberto) |                             |                             |  |  |                           |                           |                           |
|  | 3                                    | Itália                           | 2                                |                                       |   |                                     |                             |                             |  |  |                           |                           |                           |
|  | 3                                    | Itália                           | 2                                |                                       |   | 1                                   | República Checa             | 3                           |  |  |                           |                           |                           |
|  | Cracóvia, Polônia – duro (coberto)   |                                  |                                  |                                       |   | 1                                   | República Checa             | 3                           |  |  |                           |                           |                           |
|  |                                      |                                  | 4                                | Rússia                                | 2 |                                     |                             |                             |  |  |                           |                           |                           |
|  | 4                                    | Rússia                           | 4                                | Rússia                                | 2 | 4                                   |                             |                             |  |  |                           |                           |                           |
|  | 4                                    | Rússia                           | Sóchi, Rússia – saibro (coberto) |                                       |   | 4                                   |                             |                             |  |  |                           |                           |                           |
|  |                                      | Polónia                          | 0                                |                                       |   |                                     |                             |                             |  |  |                           |                           |                           |
|  |                                      | Polónia                          | 0                                |                                       | 4 | Rússia                              | 3                           |                             |  |  |                           |                           |                           |
|  | Stuttgart, Alemanha – duro (coberto) |                                  |                                  |                                       | 4 | Rússia                              | 3                           |                             |  |  |                           |                           |                           |
|  |                                      |                                  | 2                                | Alemanha                              | 2 |                                     |                             |                             |  |  |                           |                           |                           |
|  |                                      | Austrália                        | 2                                | Alemanha                              | 2 | 1                                   |                             |                             |  |  |                           |                           |                           |
|  |                                      | Austrália                        |                                  |                                       |   |                                     |                             |                             |  |  |                           |                           |                           |
|  | 2                                    | Alemanha                         | 4                                |                                       |   |                                     |                             |                             |  |  |                           |                           |                           |
|  | 2                                    | Alemanha                         | 4                                |                                       |   |                                     |                             |                             |  |  |                           |                           |                           |

## Grupo Mundial II
Segunda divisão da Fed Cup. As equipes vencedoras vão para a Repescagem do Grupo Mundial, enquanto que as perdedoras, para a Repescagem do Grupo Mundial II.
Datas: 7 e 8 de fevereiro.
| Cidade       | Piso             | Equipe mandante | Equipe visitante | Resultado |
| ------------ | ---------------- | --------------- | ---------------- | --------- |
| Apeldoorn    | saibro (coberto) | Países Baixos   | Eslováquia (1)   | 4–1       |
| Galaţi       | duro (coberto)   | Roménia         | Espanha (3)      | 3–2       |
| Helsingborg  | duro (coberto)   | Suécia          | Suíça (4)        | 1–3       |
| Buenos Aires | saibro           | Argentina (2)   | Estados Unidos   | 1–4       |

## Repescagem do Grupo Mundial
As equipes perdedoras da primeira rodada do Grupo Mundial enfrentam as vencedoras do Grupo Mundial II por um lugar na primeira divisão do ano seguinte.
Datas: 18 e 19 de abril.
| Cidade           | Piso             | Equipe mandante | Equipe visitante | Resultado |
| ---------------- | ---------------- | --------------- | ---------------- | --------- |
| Brindisi         | saibro           | Itália (1)      | Estados Unidos   | 3–2       |
| 's-Hertogenbosch | saibro (coberto) | Países Baixos   | Austrália (2)    | 4–1       |
| Zielona Góra     | duro (coberto)   | Polónia (3)     | Suíça            | 2–3       |
| Montreal         | duro (coberto)   | Canadá (4)      | Roménia          | 2–3       |

- Itália permanecerá no Grupo Mundial em 2016.
- Países Baixos,  Roménia e  Suíça foram promovidas e disputarão o Grupo Mundial em 2016.
- Estados Unidos permanecerá no Grupo Mundial II em 2016.
- Austrália,  Canadá e  Polónia foram rebaixadas e disputarão o Grupo Mundial II em 2016.

## Repescagem do Grupo Mundial II
As equipes perdedoras do Grupo Mundial II enfrentam as vencedoras dos zonais do Grupo I - duas da Europa/África, uma da Ásia/Oceania e uma das Américas.
Datas: 18 e 19 de abril.
| Cidade       | Piso             | Equipe mandante | Equipe visitante | Resultado |
| ------------ | ---------------- | --------------- | ---------------- | --------- |
| Novi Sad     | duro (coberto)   | Sérvia (1)      | Paraguai         | 4–1       |
| Bratislava   | saibro (coberto) | Eslováquia (2)  | Suécia           | 4–0       |
| Tóquio       | duro (coberto)   | Japão (3)       | Bielorrússia     | 2–3       |
| Buenos Aires | saibro           | Argentina       | Espanha (4)      | 0–4       |

- Espanha e  Eslováquia permanecerão no Grupo Mundial II em 2016.
- Bielorrússia e  Sérvia foram promovidas e disputarão o Grupo Mundial II em 2016.
- Japão e  Paraguai permanecerão nos respectivos zonais em 2016.
- Argentina e  Suécia foram rebaixadas e disputarão os respectivos zonais em 2016.

## Zonal das Américas
Os jogos de cada grupo acontecem ao longo de uma semana em sede única, previamente definida.

### Grupo I
a) Round robin: todas contra todas em seus grupos (2);
b) Eliminatórias: primeira colocada contra primeira (a vencedora joga a Repescagem do Grupo Mundial II); última de um grupo contra penúltima de outro, e vice-versa (as perdedoras são rebaixadas para o grupo II do zonal).
Datas: 4 a 7 de fevereiro.
Repescagem de promoção
| Cidade          | Piso | Equipe 1 | Equipe 2 | Resultado |
| --------------- | ---- | -------- | -------- | --------- |
| San Luis Potosí | duro | Brasil   | Paraguai | 1–2       |

- Paraguai disputará a Repescagem do Grupo Mundial II.
- Chile e  Venezuela foram rebaixadas e disputarão o Grupo II em 2016.

### Grupo II
a) Round robin: todas contra todas em seus grupos (4);
b) Eliminatórias: em dois jogos cada segmento, primeiras colocadas contra primeiras (as vencedoras são promovidas para o grupo I do zonal), segundas contra segundas (decisão do 5º ao 8º lugar) e terceiras contra terceiras (decisão do 9º ao 12º lugar).
Datas: 24 a 27 de junho.
Repescagem de promoção
| Cidade             | Piso | Equipe 1          | Equipe 2  | Resultado |
| ------------------ | ---- | ----------------- | --------- | --------- |
| Santo Domingo Este | duro | Equador           | Guatemala | 2–0       |
| Santo Domingo Este | duro | Trindade e Tobago | Peru      | 0–2       |

- Equador e  Peru foram promovidas e disputarão o Grupo I em 2016.

## Zonal da Ásia e Oceania
Os jogos de cada grupo acontecem ao longo de uma semana em sede única, previamente definida.

### Grupo I
a) Round robin: todas contra todas em seus grupos (2);
b) Eliminatórias: primeira colocada contra primeira (a vencedora joga a Repescagem do Grupo Mundial II), segunda contra segunda (decisão do 3º e 4º lugar) e última contra última (a perdedora é rebaixada para o grupo II do zonal).
Datas: 4 a 7 de fevereiro.
Repescagem de promoção
| Cidade    | Piso | Equipe 1 | Equipe 2    | Resultado |
| --------- | ---- | -------- | ----------- | --------- |
| Guangzhou | duro | Japão    | Cazaquistão | 2–0       |

- Japão disputará a Repescagem do Grupo Mundial II.
- Hong Kong foi rebaixada e disputará o Grupo II em 2016.

### Grupo II
a) Round robin: todas contra todas em seus grupos (4);
b) Eliminatórias: semifinais e final em cada segmento. Primeiras colocadas contra primeiras (a vencedora é promovida para o grupo I do zonal), segundas contra segundas (decisão do 5º ao 8º lugar) e terceiras contra terceiras (decisão do 9º ao 12º lugar).
Datas: 14 a 18 de abril.
Repescagem de promoção
| Cidade    | Piso | Equipe 1  | Equipe 2 | Resultado |
| --------- | ---- | --------- | -------- | --------- |
| Hyderabad | duro | Filipinas | Índia    | 1–2       |

- Índia foi promovida e disputará o Grupo I em 2016.

## Zonal da Europa e África
Os jogos de cada grupo acontecem ao longo de uma semana em sede única, previamente definida.

### Grupo I
a) Round robin: todas contra todas em seus grupos (4);
b) Eliminatórias: em dois jogos cada segmento, primeiras colocadas contra primeiras (as vencedoras jogam a Repescagem do Grupo Mundial II), segundas contra segundas (decisão do 5º ao 8º lugar), terceiras contra terceiras (decisão do 9º ao 12º lugar) e últimas contra últimas (as perdedoras são rebaixadas para o grupo II do zonal).
Datas: 4 a 7 de fevereiro.
Repescagem de promoção
| Cidade    | Piso           | Equipe 1     | Equipe 2     | Resultado |
| --------- | -------------- | ------------ | ------------ | --------- |
| Budapeste | duro (coberto) | Sérvia       | Croácia      | 2–0       |
| Budapeste | duro (coberto) | Grã-Bretanha | Bielorrússia | 0–2       |

- Sérvia e  Bielorrússia disputarão a Repescagem do Grupo Mundial II.
- Áustria e  Liechtenstein foram rebaixadas e disputarão o Grupo II em 2016.

### Grupo II
a) Round robin: todas contra todas em seus grupos (2);
b) Eliminatórias: primeira de um grupo contra segunda de outro, e vice-versa (as vencedoras são promovidas para o grupo I do zonal); e penúltima de um grupo contra última de outro, e vice-versa (as perdedoras são rebaixadas para o grupo III do zonal).
Datas: 4 a 7 de fevereiro.
Repescagem de promoção
| Cidade  | Piso           | Equipe 1      | Equipe 2  | Resultado |
| ------- | -------------- | ------------- | --------- | --------- |
| Tallinn | duro (coberto) | África do Sul | Finlândia | 2–0       |
| Tallinn | duro (coberto) | Estónia       | Eslovénia | 2–0       |

- África do Sul e  Estónia foram promovidas e disputarão o Grupo I em 2016.
- Irlanda e  Luxemburgo foram rebaixadas e disputarão o Grupo III em 2016.

### Grupo III
a) Round robin: todas contra todas em seus grupos (4);
b) Eliminatórias: em dois jogos cada segmento, primeiras colocadas contra primeiras (as vencedoras são promovidas para o grupo II do zonal), segundas contra segundas (decisão do 5º ao 8º lugar) e terceiras contra terceiras (decisão do 9º ao 12º lugar).
Datas: 13 e 18 de abril.
Repescagem de promoção
| Cidade | Piso   | Equipe 1 | Equipe 2  | Resultado |
| ------ | ------ | -------- | --------- | --------- |
| Ulcinj | saibro | Lituânia | Moldávia  | 2–1       |
| Ulcinj | saibro | Grécia   | Dinamarca | 0–2       |

- Dinamarca e  Lituânia foram promovidas e disputarão o Grupo II em 2016.